# Бухгольц, Иван Дмитриевич
Ива́н Дми́триевич Бу́хгольц (1671—1741) — русский военный и государственный деятель, сподвижник Петра I, генерал-майор, основатель Омска, комендант Селенгинска.

## Жизнеописание
Иван Дмитриевич Бухгольц родился в 1671 году в семье обрусевших немцев, переселившихся в Россию в начале XVII века. Отец Дмитрий Филиппович служил в русской армии.
В молодые годы Иван Дмитриевич состоял в потешном войске Петра I. С 1689 года он уже состоит на службе офицером Преображенского полка. Боевое крещение для него началось с Азовских походов, затем последовало участие в многолетней Северной войне и связанное с этим быстрое продвижение по службе.
Его старший брат Авраам Дмитриевич также служил в Преображенском полку, откуда в 1715 году в чине полковника был назначен на пост коменданта Шлиссельбургской крепости.

### Основание Ямышевской и Омской крепостей
22 мая 1714 года Бухгольц, бывший тогда подполковником, получил следующие Высочайшие указы, подписанные Петром I на галере «Святая Наталия»: «О завладении городом Еркетом и о искании золотого песку по реке Дарье» (Амударье), «О песочном золоте в Бухарии, о чиненных для этого отправлениях, и о строении крепостей при реке Иртыше, которым имена: Омская, Железенская, Ямышевская, Семипалатная, Усть-Каменогорская». Указы предписывали ему ехать в Тобольск, собирать там отряд и двигаться вверх по Иртышу к Ямыш-озеру. Там он должен был остановиться на зимовку, построить крепость, оставить в ней гарнизон, а затем продолжать путь дальше, к городу Еркету (Яркенду), где якобы имелись россыпи песочного золота. В том, что в тех местах есть месторождение золота, Петра I убедил сибирский губернатор князь Матвей Гагарин.
В августе 1714 года в Петербурге Бухгольцу отрядили одного сержанта и 7 рядовых Преображенского полка. В Москве присоединились ещё 7 офицеров. 31 ноября того же года подполковник с командой прибыли в Тобольск, где сибирским губернатором был выделен отряд в 1500 человек. Бухгольц упрекнул губернатора в малом числе выделяемых людей. В наказе князя Гагарина Бухгольцу говорилось:

Ежели непріятель не будетъ давать дѣлать крѣпости, то, прося отъ Бога помощи, противиться какъ можно всѣми людьми. Ежели непріятель сидѣть будетъ, то надлежитъ о прибавкѣ людей, естьли понадобится, и для чего, о томъ писать въ Тобольскъ и на Тару и въ Томской, а въ Томской и на Тару посланы указы…
В июле 1715 года экспедиция погрузилась на 32 дощаника и 27 больших лодок: 2 полка пехоты, 700 человек драгун, небольшая артиллерийская команда и 70 человек мастеровых, всего 2932 человека с амуницией, провиантом и снарядами. К экспедиции пристали 12 дощаников, принадлежавших купцам и нагруженных товаром. Для драгун и части пехоты приведены были из Тары 1500 лошадей. Севшие на них солдаты пошли по берегу для защиты экспедиции, которая отправилась вверх по Иртышу.
1 октября 1715 года отряд прибыл к Ямышевскому солёному озеру. Здесь Бухгольц приступил к постройке Ямышевской крепости.
15 декабря 1715 года подполковник не отважился идти дальше и написал Петру I, что опасно идти навстречу калмыкам со столь малым числом войск, однако письмо пришло государю на корабль «Ингерманландия» лишь 7 августа 1716 года.
26 декабря 1715 года Бухгольц отправил письмо губернатору Матвею Гагарину с требованием предоставить большее число людей.
Недовольный появлением русских войск, джунгарский хунтайджи Цэван-Рабдан послал Бухгольцу требование удалиться, а когда последний не послушался, то ночью 10 февраля 1716 года напал на Ямышевскую крепость со своим 10-тысячным войском и отбил стадо лошадей. Началась зимняя блокада крепости, в которой от голода и болезней отряд русских потерял 2300 человек. Посланные на помощь отряды и провизия перехватывались джунгарами, и Бухгольц не пробовал их отбить, проявляя пассивность. Так полностью попал в плен караван из 700 человек с продовольственным обозом и 20000 рублей денег на жалование, а также 600 купцов из Тобольска, Тары и Томска.
Историки считают, что Бухгольц был слишком аккуратным военным, и прилежно выполнял указания Матвея Гагарина по продвижению вперёд. Также Бухольцу не хватало дипломатических умений — для сравнения, спустя год отряд Ивана Лихарева в 450 человек попал в схожую ситуацию при постройке Усть-Каменогорской крепости, однако смог убедить джунгар в мирных намерениях и успешно выполнить задачу.
28 апреля 1716 года Бухгольц был вынужден покинуть Ямышевскую крепость. Были срыты до основания укрепления, дома и казармы разрушены, военные припасы нагружены на 18 дощаников. Офицеров и рядовых осталось не более 700 человек, из которых большая часть была больна. Джунгары после бегства Бухгольца отпустили пленных: священника и бывшего при казне комиссара. Остатки экспедиции направились вниз по Иртышу в Тобольск. На Оми заканчивались владения джунгар, и далее они не преследовали экспедицию. Не доходя Тобольска, у устья Оми, Бухгольц с разрешения князя Гагарина заложил Омскую крепость. Однако само строительство укрепления вели не ослабленные походом люди Бухгольца, а свежие, присланные из Тобольска, люди. Князь Матвей Гагарин получив известие о провале экспедиции, послал Бухгольцу для пополнения полков тремя партиями 1300 рекрутов, что способствовало быстрому строительству Омской крепости.
Несогласие между князем Гагариным и подполковником Бухгольцем возникло из-за того, что последнему стало скучно продолжать предпринятую экспедицию. Гагарин послал летом 1716 года подполковника Сибирского драгунского полка Фёдора Матигорова в Ямышевскую крепость для исправления погрешностей Бухгольца, который сдал команду приехавшему из Москвы майору Ивану Вельяминову-Зернову и 28 сентября 1716 года выехал из Омской крепости в Тобольск.
22 декабря 1716 года Бухгольц приехал в Тобольск и пробыл здесь до получения повеления Петра I об отбытии в Санкт-Петербург, куда он прибыл 2 сентября 1717 года.
Расследование неудачной экспедиции вёл лично Пётр I. Бухгольц «успел выпроситься в Петербург от стыда и следствия».
28 января 1719 года в собственноручном указе Его Императорского Величества генерал-майору Лихареву было наказано:

… Также разьискать о Подполковникѣ Бухольцѣ, какимъ образомъ у него Ямышевскую крѣпость Контайшинцы взяли; также и о прочихъ его худыхъ поступкахъ освидѣтельствовать,…
В ходе расследования следствие установило, что поход потерпел неудачу в результате плохой подготовки, и Бухгольц был оправдан. Военная коллегия признала его годным к «лучшему делу», он был понижен в должности и в качестве наказания был направлен заведовать госпиталями, а потом был назначен комендантом утратившей своё военное значение крепости Нарва.
В 1721 году князь Гагарин за государственные преступления был казнён, припомнили ему и 2700 человек, погибших в походе Бухгольца.

### Служба в Забайкалье
В 1723 году Пётр I направил Бухгольца на службу в Сибирь командиром Якутского полка, который располагался в Тобольске.
В 1724 году, после реабилитации, уже в чине полковника, Бухгольц был снова направлен на службу в Сибирь, и 31 марта по Императорскому указу отправился в Забайкалье на китайскую границу.
В 1726 году он, вместе с графом Саввой Рагузинским, отправился в цинский Китай. Граф Рагузинский возложил на полковника Бухгольца управление областями, пограничными с империей Цин. В Забайкалье Бухгольц стал «Главным пограничным управителем», заложил Кяхту и Троицкосавск, наладил регулярную торговлю с Китаем. В 1727 году в устье реки Чикой построил новую Петропавловскую крепость.
27 сентября 1729 года в Селенгинске Бухгольц выдал патенты зайсангам Шабаю (гуцуевского рода), Хулкице (сартулова рода) и Ланцаку (цонголова рода) о принятии их в российское подданство.
В 1729 году Бухгольц отправил донесение в Коллегию иностранных дел, что торг с китайцами на Кяхте в Троицкой слободе, в отличие от Цурухайтуйской слободы на Аргуни, открыт:
… а въ Цурухайтуйской слободѣ, для трудной и дальной поставки лѣсу, почти ещё не начато строеніе, кромѣ поставленных 7 избъ; ибо китайцы за неспособностью мѣста, не токмо не помышляют там строиться, но и не желают производить купечество.
Тем временем селенгинские монголы, жившие к югу от Кяхты, неожиданно изменили своё отношение к русским и стали проявлять враждебность по отношению к пограничному населению, угоняли скот и охотились в русских владениях. Представления Бухгольца о прекращении этих беспорядков остались без внимания. В то же время заргучей (советник) Соном передал Бухгольцу лист от китайского трибунала к российскому сенату о мирном производстве торговли, отправления посольства в Россию и получении печатей. Также были отправлены подарки на 130 000 рублей (100 000 лан). От ургинских владельцев было прислано пять листов от трибунала к сенату с просьбой о пропуске посольства к калмыкам.
2 февраля 1730 года Бухгольц отправил донесение в Коллегию иностранных дел, что через Цурухайтуйский пост пришло с китайской стороны 5 юрт, пожелавших принять русское подданство и платить ясак. 15 марта он сообщал, что с Онона прикочевало ещё 150 юрт, объявивших, что они прежде были в русском подданстве.
26 июля 1731 года Бухгольц был отправлен на китайскую границу с военной командой для охранения Сибирских городов с пограничной инспекцией. Наблюдение за границей возложили на селенгинского дворянина Григория Фирсова (к востоку от Кяхты) и иркутского боярского сына Анисима Михеева (к западу). Общее заведование всеми пограничными делами поручено Бухгольцу.
В 1731 году Бухгольц был произведён в бригадиры с назначением комендантом Селенгинска. В должности селенгинского коменданта он пробыл до 1740 года.
В декабре—январе 1734 года в коллегию селенгинского коменданта поступил донос на Бухгольца и его военную команду, находящуюся на китайской границе.
1 февраля 1740 года иркутский вице-губернатор Ланг отправил следующее донесение в Петербург:
Бригадиръ и селенгинскій комендантъ Бухгольцъ, который, яко древенъ, и въ ногахъ болѣзнь имѣетъ, того ради его Бухгольца оттуда возвратить, а туда здороваго человѣка его жъ характера послать.
Высочайшим указом от 3 марта 1740 года И. Д. Бухгольц был уволен в отставку в чине генерал-майора. Умер Иван Дмитриевич Бухгольц в 1741 году, точное место смерти и погребения неизвестно.

## Предположительное место захоронения
Могила Ивана Бухгольца и его супруги Марии Дорофевны находится рядом со старинной московской церковью Введения во храм Пресвятой Богородицы в Барашах в районе Чистых Прудов, Москва.

## Память

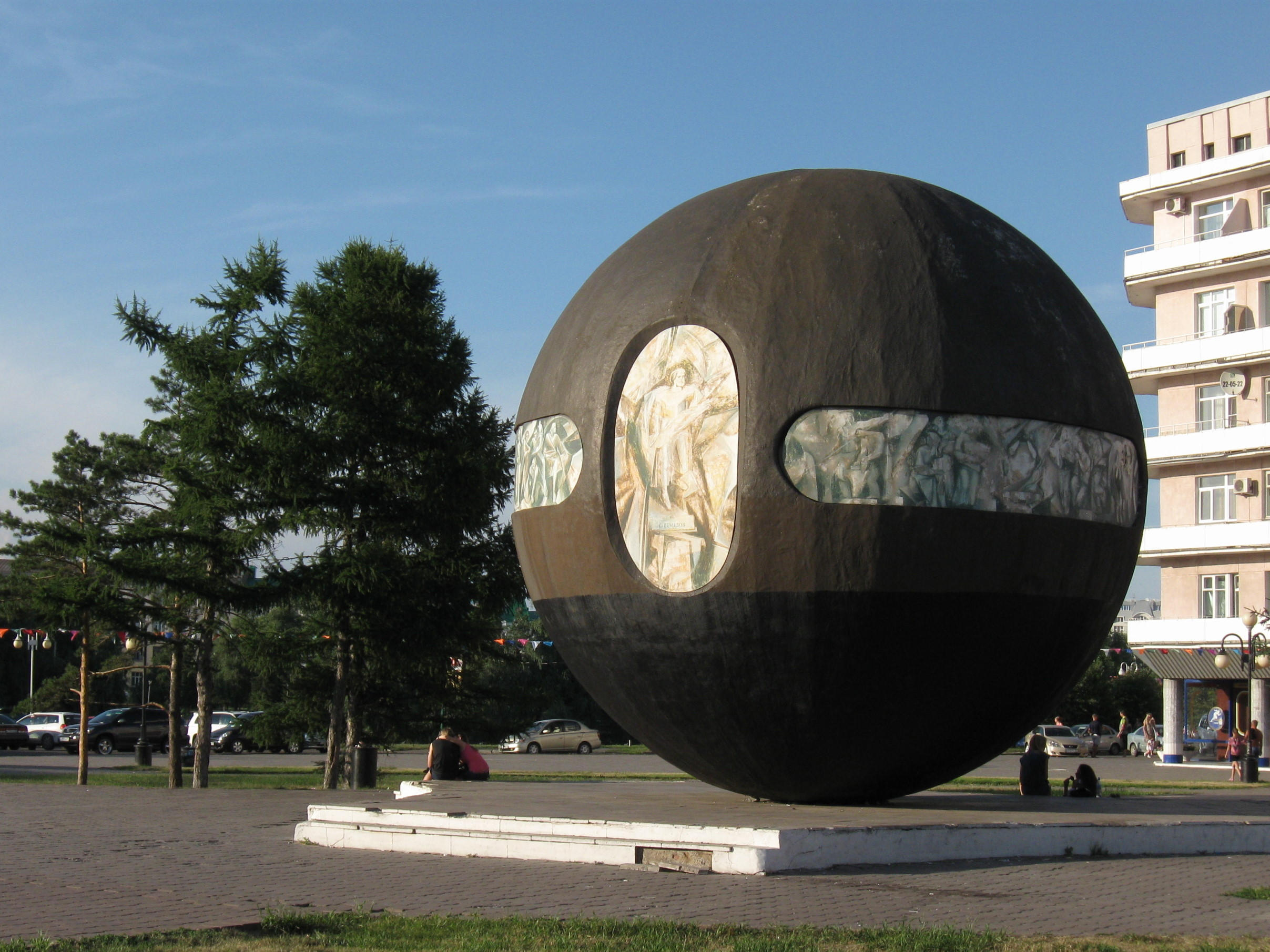
Памятный знак «Держава». Скульптор проекта В. Трохимчук. 1997

- «Пропал как Бухгольц» — широко распространённая в прошлом поговорка в Сибири[4].
- Именем Бухгольца в Омске названы улица и площадь перед речным вокзалом[14]. На здании вокзала в 1987 году установлена мемориальная доска.
- В центре площади Бухгольца в 1997 году установлен памятный знак «Держава» (скульптор В. Трохимчук).

Шар, похожий на пушечное ядро (диаметром 7 метров), подчёркивает историческую значимость места, где установлен памятник: тут в 1716 г. был заложен первый камень при основании Омской крепости. Из-за дефицита средств памятный знак не был завершён в полном объёме: металл заменили стеклопластиком, а рельеф по его периметру — росписью. Ещё по проекту планировались особая подсветка памятника и особое обустройство территории вокруг него, но и без этих решений памятный знак преобразил пространство площади, придал ей торжественное звучание.
- В 1996 году на берегу, у слияния рек Иртыш и Омь близ омского речного вокзала, установлен памятный знак «Пушка» в честь И. Д. Бухгольца и первых основателей города Омска, которые высадились в этом месте[15].
- Бухгольц является одним из героев романа Алексея Иванова «Тобол» (2018) и одноименной экранизации (2019), героем романа Дениса Гербера «Временщик» (2021), героем романа Александра Родионова «Князь-раб» (2006).
- Во время службы в Забайкалье Бухгольц выступал в качестве крёстного при крещении местных бурят. Новокрещенные получали его фамилию, со временем упростившуюся до Бухольцевых[16].